# Купела
Купела (фр. Koupéla) — город и городская коммуна в Буркина-Фасо, в Восточно-Центральной области страны. Административный центр провинции Куритенга.

## География
Город расположен на востоке центральной части страны, в 137 км к востоку от Уагадугу и в 82 км к западу от Фада-Нгурма, на высоте 296 м над уровнем моря. Является центром католической архиепархии Купела.

## Население
По данным на 2013 год численность населения города составляла 23 106 человек. Население городской коммуны по данным переписи 2006 года составляет 58 632 человека. Основная этническая группа — моси.
Динамика численности населения города по годам:
| 1996   | 2005   | 2006   | 2013   |
| ------ | ------ | ------ | ------ |
| 17 619 | 22 226 | 19 980 | 23 106 |